# Nihiru
Nihiru  is een atol in de eilandengroep van de Tuamotuarchipel (Frans-Polynesië). Het atol is bestuurlijk verbonden met het atol Makemo. In 2017 woonden er niemand permanent.

## Geografie
Nihiru ligt 30 km ten noordoosten van het atol Marutea Nord en 675 km ten oosten van Tahiti. Het is grofweg rechthoekig, met een lengte van 14 km en een breedte van 10,5 km. Het landoppervlak bedraagt 20 km². Er is een lagune met oppervlakte van 79 km², zonder bevaarbare doorgang naar zee. 
Het atol ontstond rond de top van een vulkaan die 47,6 tot 48,4  miljoen jaar geleden 1730 meter van de zeebodem oprees. 

## Geschiedenis
Nihiru  werd voor het eerst door de Russische ontdekkingsreiziger Fabian Gottlieb von Bellingshausen waargenomen in 13 juli 1820. Rond 1850 werd het eiland Frans territorium, er woonden toen bijna 50 mensen. 

## Economie
Het eiland is plaatselijk beplant met kokospalmen, het regelmatige patroon van deze aanplantingen is goed zichtbaar met Google Earth (2019). Het produceren van kopra is kennelijk van economische betekenis voor mensen die op eilanden in de buurt wonen.

## Ecologie
Er komen 27 zeevogelsoorten voor waaronder zes soorten van de Rode Lijst van de IUCN waaronder de hendersonstormvogel (Pterodroma atrata).